# Джоуи Мъркюри
Адам Бърч (роден на 18 юли 1979) е американски професионален борец (кечист).
В кеча е известен като Джоуи Матюс, но най-добре познат е от времето му за World Wrestling Entertainment с името Джоуи Мъркюри. Там той и съотборникът му Джони Нитро, в отбор под името MNM, стават 3 пъти WWE шампиони по двойки.

## Кариера

### Maryland Championship Wrestling / OMEGA (1996 – 2000)
Бърч започва кариерата си, под името Джоуи Матюс, в Maryland Championship Wrestling, където печели няколко титли.

### Extreme Championship Wrestling / World Championship Wrestling (1998 – 2000)
Първата му национална изява идва след като напуска OMEGA и формира отбор под името „Лошите улични момчета“ с приятеля си от OMEGA, Крисчън Йорк. „Лошите улични момчета“ имат девет независими отборни царувания.

### Independent circuit (2000 – 2005)
В края не ECW кариери им, те сменят името на отбора на „Йорк и Матюс“ и имат участия около independent circuit след като ECW пропада, като най-забелязващите са в Ultimate Pro Wrestling и в Phoenix Championship Wrestling.

### World Wrestling Entertainment (2004 – 2007)
Бърч се бие в неизлъчвани мачове преди да подпише преносима сделка с World Wrestling Entertainment през 2004 и се премества в Люисвил, Кентъки в „фермовата територия“ Ohio Valley Wrestling (OVW). Там формира отбор с Джони Нитро, който заедно с мениджърът им Мелина, бива наричан MNM.
MNM се бият в OVW за около година, като печелят Южните Титли по Двойки на OVW един път, преди да бъдат повикани главния списък на Разбиване, където Матюс смяна името си на Мъркюри. През времето им в Разбиване се бият с отборите на Рей Мистерио и Еди Гереро, Хардкор Холи и Чарли Хаас, Легионът на Мрака, Рей Мистерио и Батиста, и Пол Лондон и Брайън Кендрик. Заедно те печелят WWE Титлите по двойки на три пъти, изцяло в новаторската им година в брандът.
На 21 май, 2006 на турнира Judgment Day, където MNM губят отборните титли от Лондон и Кендрик, Нитро и Мелина внезапно се обръщат срещу Мъркюри, разделяйки отбора. По-късно същата вечер те са уволнени от „Разбиване“ и се появяват на следващата „Първична сила“. Истинската причина за внезапното разделяне на отбора е, че Мъркюри не преминава успешно тест за дрога на WWE Wellness Policy и е отстранен за 30 дни.
Мъркюри остава извън WWE за шест месеца. През това време той преминава през лечение от дрога College Park, Джорджия в место, което има специален договор с WWE. След това бива изпратен обратно в OVW. Прави изненадващо завръщане на 27 ноември, 2006 в „Първична сила“, временно реформирайки MNM с Нитро и Мелина за да се изправят срещу „отвореното предизвикателство“ на също събралите се Харди (Мат и Джеф) за турнира на ECW December to Dismember.
Харди успяват да спечелят мача, но враждата продължава през всички три бранда и във fatal-four way мач със стълбина декемврийския турнир Армагедон -- в който участват също Лондон и Кендрик, Дейв Тейлър и Уилям Ригъл -- Мъркюри получава тежка контузия, когато бива ударен в лицето със стълба, която счупва носа му. Той веднага напуска мача и бива закаран в спешно отделение, където правят 5 шева от вътрешната страна на носа му и 15 от външната.
След пропускането му на няколко седмици, Мъркюри се завръща носейки защитна маска за лицето му и неговата контузия участва във враждата, като и той, и Нитро опитват да контузят братята Хардита в различни начини за отмъщение. След завръщането му, той продължава да се бие, и като единичен играч в Разбиване, и като отбор с Нитро в Първична Силна докато не бива освободен от своя договор с WWE на 26 март, 2007.

### All American Wrestling (2007)
Бърч се появява в All American Wrestling през юли 2007, където губи от Ерик Прийст. Той прави още една поява на 29 септември, 2007 като се съюзява отново с Крисчън Йорк, губейки от AAW шампионите по Двойки, Motor City Machine Guns.

### Ring of Honor (2008)
На 25 януари 2008, Матюс се завръща в Ring of Honor като най-новия член на The Age of the Fall. Той се съюзява с Джими Джейкъбс и губят от Родерик Стронг и Роки Ромеро от No Remorse Corps. Следващата вечер, Матюс губи от [Марк Бриско.

### Ohio Valley Wrestling (2008)
Матюс е в Люисвил като треньор за напредналия клас на OVW. Завърна се в участие на 5 март в епизод на OVW. По-късно побеждава Джеймин Оливенсия за Телевизионната Титла на OVW на 15 март в OVW епизод. Губи я от Тони МакНалър на 16 април.

### Напускане
През октомври 2008, Матюс сам отказва да се появи на шоу на AAWrestling, твърдейки че се е отказал от кеча. Детайлите около внезапното му напускане не са известни.

## Личен Живот
Той имаше три години и половина връзка с WWE Diva-та Мики Джеймс, живеейки заедно във Вирджиния преди да се разделят. Също така е имал връзка и с Кристи Еми.
По време на иинтервю, Бирч разказа че е употребявал дрога на 16, използвайки кокаин и хероин, смесвайки го с алкохол.
| “ | Бях пристрастен към дрогата и алкохолик откакто станах на 16, точно преди да започна да се занимавам с кеч -- Значи това е по-добрата част от 16 години | ” |

Като резултат от това, Бирч е предозирал 2 пъти и е катастрофирал с 10 коли. Започнал е лекуване през 2005, пропускайки 6 месеца работа. След завръщането си, Бирч се пристрастява към болкоуспокоителни, вследствие на контузията, която получава на турнирът Армагедон 2006. След директна намеса на собственика на WWE, Винс МакМеън, Бирч бива освободен, и казва че с това той побеждава своите пристрастявания.

## В кеча
- Завършващи и характерни хватки
  - Родео Ездач
  - Супер Хуриканрана
  - Завързания врат на Вирджиния (Вратотрошач на Палача)
  - Падащо тяло
  - Флапджак
  - Предно лицево заключване последвано падащо обратно DDT
  - Ласо поваляне
  - Суплекс Северно сияние
  - Руско помитане
  - Изправен падащ лист
  - Изправен крак брадва
  - Въртящ се вратотрошач

- С Джони Нитро
  - Снимка (Флапджак DDT)
  - Двоен падащ ритник с бейзболно завъртане

- С Крисчън Йорк
  - Двоен Бунтовнически Вик (Франкенщайнър от Матюс последван от падащ лакът от Йорк)
  - Пълен Ефект (Двоен лицетрошач)
  - Шок в Бъдещето (Двойна палърбомба)
  - Двоен ендзуигири

- Мениджъри
  - Канди
  - Джол Гертнър
  - Джилиан Хол
  - Алексис Лари
  - Разкошната Лин
  - Мелина
  - Дейв Парзак
  - Мики Джеймс
  - Алисън Уондърленд

- Въвеждаща песен
  - „Прокълнатите“ от Стените на Джерико като часто от Age of the Fall
  - Superzwezda на Saliva в OVW

## Титли и успехи
- Atlantic Terror Championship Wrestling
  - ATCW Tag Team шампион (1-кратен) – с Крисчън Йорк

- American Wrestling Council
  - AWC Light Heavyweight шампион (1-кратен)

- Delaware Championship Wrestling
  - DCW Tag Team шампион (1-кратен) – с Крисчън йорк

- Five Star Wrestling
  - Five Star Light Heavyweight шампион (1-кратен)

- Independent Professional Wrestling Alliance
  - IPWA Light Heavyweight шампион (2-кратен)
  - IPWA Tag Team шампион (1-кратен) – с Марк Шрейдър

- Maryland Championship Wrestling
  - MCW Heavyweight шампион (1-кратен)
  - MCW Cruiserweight шампион (1-кратен)
  - MCW Rage Television шампион (1-кратен)
  - MCW Tag Team шампион (2-кратен) – с Крисчън Йорк
  - Shane Shamrock Memorial Cup победител (2001)

- Mid-Eastern Wrestling Federation
  - MEWF Tag Team шампион (1-кратен) – с Крисчън Йорк

- National Wrestling Alliance
  - NWA Light Heavyweight шампион (1-кратен)
  - NWA World Tag Team шампион (1-кратен) – с Крисчън Йорк

- New York Wrestling Connection
  - NYWC Heavyweight шампион (1-кратен)

- Organization of Modern Extreme Grappling Arts
  - OMEGA Light Heavyweight шампион (2-кратен, последен такъв)

- Ohio Valley Wrestling
  - OVW Southern Tag Team шампион (1-кратен) – с Джони Нитро
  - OVW Television шампион (1-кратен)

- Phoenix Championship Wrestling
  - PCW Tag Team шампион (1-кратен) – с Крисчън Йорк

- Pro-Pain Pro Wrestling
  - 3PW Heavyweight шампион (1-кратен)

- Southern Championship Wrestling
  - SCW Junior Heavyweight шампион (3-кратен)

- Steel City Wrestling
  - SCW Tag Team шампион (1-кратен) – с Крисчън Йорк

- Ultimate Championship Wrestling
  - UCW Heavyweight шампион

- Virginia(сега Vanguard) Championship Wrestling
  - VCW Tag Team шампион (1-кратен) – с Кричън Йорк

- World Wrestling Entertainment
  - WWE Tag Team шампион (3-кратен) – с Джони Нитро